# الفقر في نيوزيلندا

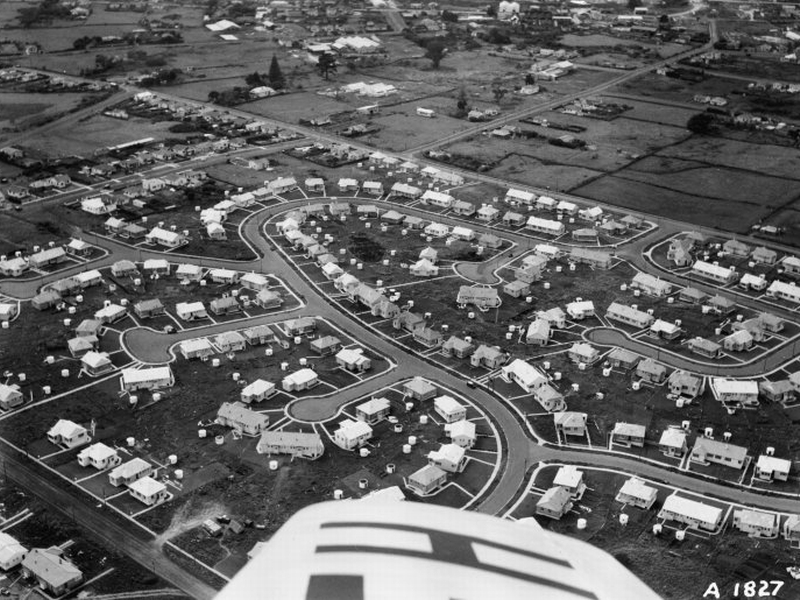
الإسكان الحكومي في أورانجا، أوكلاند، 1947

يتناول الفقر في نيوزيلندا انتشار الفقر النسبي في نيوزيلندا وقياسه. بين عامي 1982 و2011، نما الناتج المحلي الإجمالي لنيوزيلندا بنسبة 35%. ذهب ما يقرب من نصف هذه الزيادة إلى مجموعة صغيرة كانت بالفعل الأغنى في البلاد. خلال هذه الفترة، تضاعف متوسط دخل 10% من ذوي الدخل الأعلى في نيوزيلندا (أولئك الذين يكسبون أكثر من 72,000 دولار) تقريبًا من 56,300 دولار إلى 100,200 دولار. زاد متوسط دخل العشر الأفقر بنسبة 13% فقط من 9,700 دولار إلى 11,000 دولار. تشير أرقام عام 2016 إلى أن نحو 15% من السكان عاشوا في الفقر، مقارنة بنسبة 9% في الثمانينيات من القرن العشرين، و22% في عام 2004.
أكد مكتب الإحصاء النيوزيلندي الذي يتتبع التفاوت في الدخل باستخدام نسبة 80/20 تزايد التفاوت الاقتصادي. توضح هذه النسبة الفرق بين ارتفاع دخل الأسرة (تلك الموجودة في الشريحة المئوية الثمانين) وانخفاض دخل الأسرة (تلك الموجودة في الشريحة المئوية العشرين). زادت نسبة التفاوت بين عامي 1988 و2004، وانخفضت حتى بداية الأزمة المالية العالمية في عام 2008، وازدادت مرة أخرى حتى عام 2011 ثم تراجعت مرة أخرى منذ ذلك الحين. بحلول عام 2013، كان الدخل المخصص للإنفاق للأسر ذات الدخل المرتفع أكبر بمرتين ونصف من دخل الأسر ذات الدخل المنخفض. لتسليط الضوء على التفاوت، يمتلك 1% من السكان الأغنى الآن 16% من ثروة البلاد -أغنى 5% يمتلكون 38%- بينما يتلقى نصف السكان، بمن فيهم المستفيدون من الدولة والمتقاعدون، أقل من 24,000 دولار.

## الفقر
في القرن الحادي والعشرين، تزايد القلق من أن عددًا متزايدًا من النيوزيلنديين، وخاصة الأطفال، أجبِروا على الفقر، وقد عُرف الفقر من حيث الدخل على أنه الأسر التي تعيش تحت 60% من متوسط الدخل الوطني. في عام 2005، وجد تقرير دولي أن طفلًا من بين كل ستة أطفال في نيوزيلندا ينشأ في الفقر -مما يجعل أطفال نيوزيلندا في المرتبة 23 من بين 26 دولة غنية. في عام 2009 وفقًا للمجلس النيوزيلندي للخدمات الاجتماعية المسيحية، كان أكثر من نصف مليون نيوزيلندي، من بينهم 163,000 طفل يعيشون في فقر. وجد فريق الخبراء الاستشاري الذي أنشأه مفوض شؤون الأطفال أن عدد الأطفال الذين يعيشون تحت خط الفقر قد استمر في الازدياد. في عام 2013، أصبح نحو 265,000 طفل، ربع جميع الأطفال في نيوزيلندا، «رازحين تحت وطأة الفقر».
تنشر هيئة الإحصاء النيوزيلندية أيضًا مجموعة من البيانات حول الرفاه الاقتصادي لمواطني نيوزيلندا، وفي عام 2012، أصدرت ورقة مناقشة تسلط الضوء على الحاجة إلى اتفاق حكومي بشأن تطوير معايير وإحصاءات أكثر فائدة تتعلق بالفقر. المعلومات التي تُجمع حاليًا هي «بيانات ثابتة» -فهي توضح النسبة المئوية للمواطنين دون مستوى معين من الدخل. لكن نيوزيلندا فريدة من نوعها بين دول منظمة التعاون الاقتصادي والتنمية فهي لا تجمع البيانات «الديناميكية» التي تعكس مدى انتقال الناس إلى براثن الفقر والخروج منه.
في عام 2013، صدر أكثر من اثني عشر تقريرًا مختلفًا، ركزت على هذه المسألة والحاجة إلى وضع طرق متفق عليها لوصف الفقر وقياسه. ومع ذلك، قاومت الحكومة الوطنية هذه المحاولات قائلة إن «الحجج التي لا نهاية لها حول التعريف والقياس هي مضيعة للوقت». بسبب إحجام الحكومة عن تحديد المشكلة وقياسها، أنشأ مفوض الأطفال الدكتور راسل ويلز في عام 2012 فريقًا استشاريًا للخبراء أصدر تقريرًا شاملًا بعنوان حلول لفقر الأطفال في نيوزيلندا: دليل للعمل، يتضمن 78 توصية لمكافحة الفقر. أنشأ الدكتور ويلز أيضًا مراقبة فقر الأطفال لتسليط الضوء على الظروف المعيشية للأطفال في نيوزيلندا على نحو مستمر.